# Purgstall an der Erlauf
Purgstall an der Erlauf ist eine Marktgemeinde mit 5359 Einwohnern (Stand 1. Jänner 2025) im Bezirk Scheibbs in Niederösterreich.

## Geografie
Purgstall an der Erlauf liegt im Mostviertel in der niederösterreichischen Eisenwurzen und bezeichnet sich selbst als das Tor zum Ötscherland.
Die Marktgemeinde liegt ca. 8 km nördlich der Bezirkshauptstadt Scheibbs direkt an der B 25 und der Bahnstrecke Pöchlarn – Scheibbs (Erlauftalbahn) und gehört zum niederösterreichischen Teil der Eisenwurzen.
Die Große Erlauf durchschneidet das Ortsgebiet und hat sich tief in die Konglomeratfelsen eingegraben. Nördlich des Schlosses Purgstall vereinigt sich die Feichsen mit der Erlauf, weitere Zuflüsse bilden der Zehnbach, Schlarassingbach, Schluchtenbach und Schaubach. Die Fläche der Marktgemeinde umfasst 55,88 Quadratkilometer. 21,21 Prozent der Fläche sind bewaldet.

### Gemeindegliederung
Das Gemeindegebiet umfasst folgende 31 Ortschaften (in Klammern Einwohnerzahl Stand 1. Jänner 2025):
- Ameishaufen (31)
- Edelbach bei Purgstall (22)
- Erb (47)
- Feichsen (349)
- Föhrenhain (65)
- Gaisberg (277)
- Galtbrunn (56)
- Gimpering (24)
- Haag (16)
- Harmersdorf (8)
- Heidegrund (68)
- Hochrieß (79)
- Höfl (32)
- Koth (30)
- Kroißenberg (44)
- Mayerhof (36)
- Nottendorf (39)
- Öd bei Purgstall (115)
- Petzelsdorf (52)
- Pögling (16)
- Purgstall (2669)
- Reichersau (28)
- Rogatsboden (124)
- Schauboden (271)
- Sölling (247)
- Söllingerwald (161)
- Stock (70)
- Unternberg (40)
- Weigstatt (54)
- Weinberg (35)
- Zehnbach (254)

Die Gemeinde besteht aus den Katastralgemeinden Feichsen, Hochrieß, Petzelsdorf, Purgstall, Rogatsboden, Schauboden, Sölling, Söllingerwald und Zehnbach.

### Nachbargemeinden

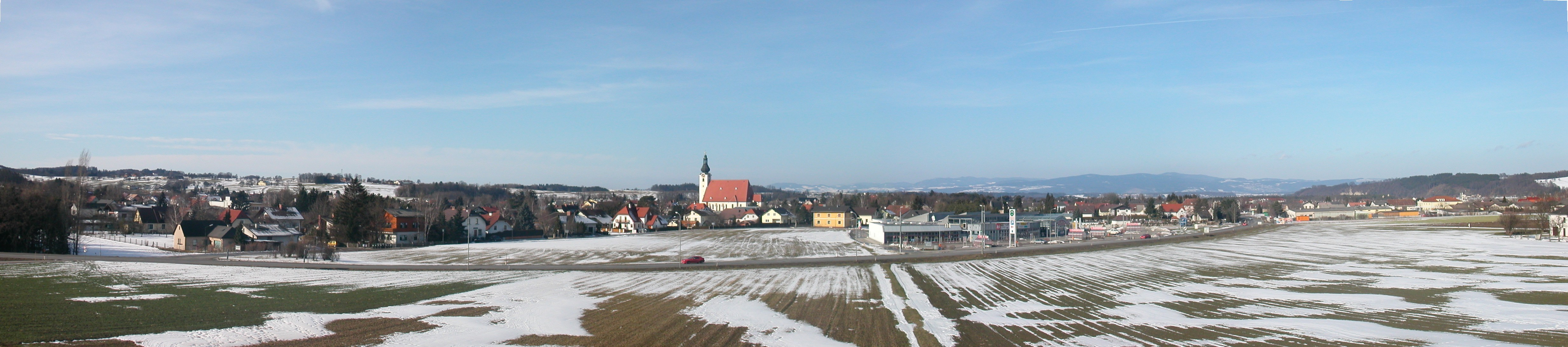
Panoramablick auf Purgstall aus Richtung Südost

| Wolfpassing   | Wieselburg-Land                             |           |
| Steinakirchen | Kompassrose, die auf Nachbargemeinden zeigt | Oberndorf |
|               | Scheibbs                                    |           |

## Geschichte
Im Altertum war das Gebiet Teil der Provinz Noricum. Eine römerzeitliche Besiedelung oberhalb der Mündung der Feichsen in die Erlauf ist belegt. Bis zum Jahre 900 n. Chr. existieren aber keine zuverlässige Nachrichten.
Um 900 n. Chr. findet eine Besiedlung des Gebietes durch Bayern statt. Die Herren von Purchstale erbauen eine Festung und einige Bauern siedeln sich teils am linken, teils am rechten Ufer der Erlauf an. Die Herren von Eisenbeutel und Heußler übernehmen um 1210 die Feste. Eine Schlosskapelle wird 1220 errichtet. Purgstall wird 1260 Pfarrvikariat.
Die Gemeinde wird weiter erweitert. Eine Schule wird 1300 eingerichtet, ein Kaplan ist ab 1318 vor Ort tätig und 1360 erhält Purgstall die Marktrechte. Der Ort wird 1370 durch einen Befestigungsgraben gesichert. Ab 1375 herrschen die Walseer über die Gemeinde. Aus dem Bauerndorf wird um 1380 ein blühender Handelsort. Eine Ringmauer mit zwei Markttoren und Türmen wird erbaut. Im Jahr 1390 folgt die Einbeziehung der Wyden in den Markt.

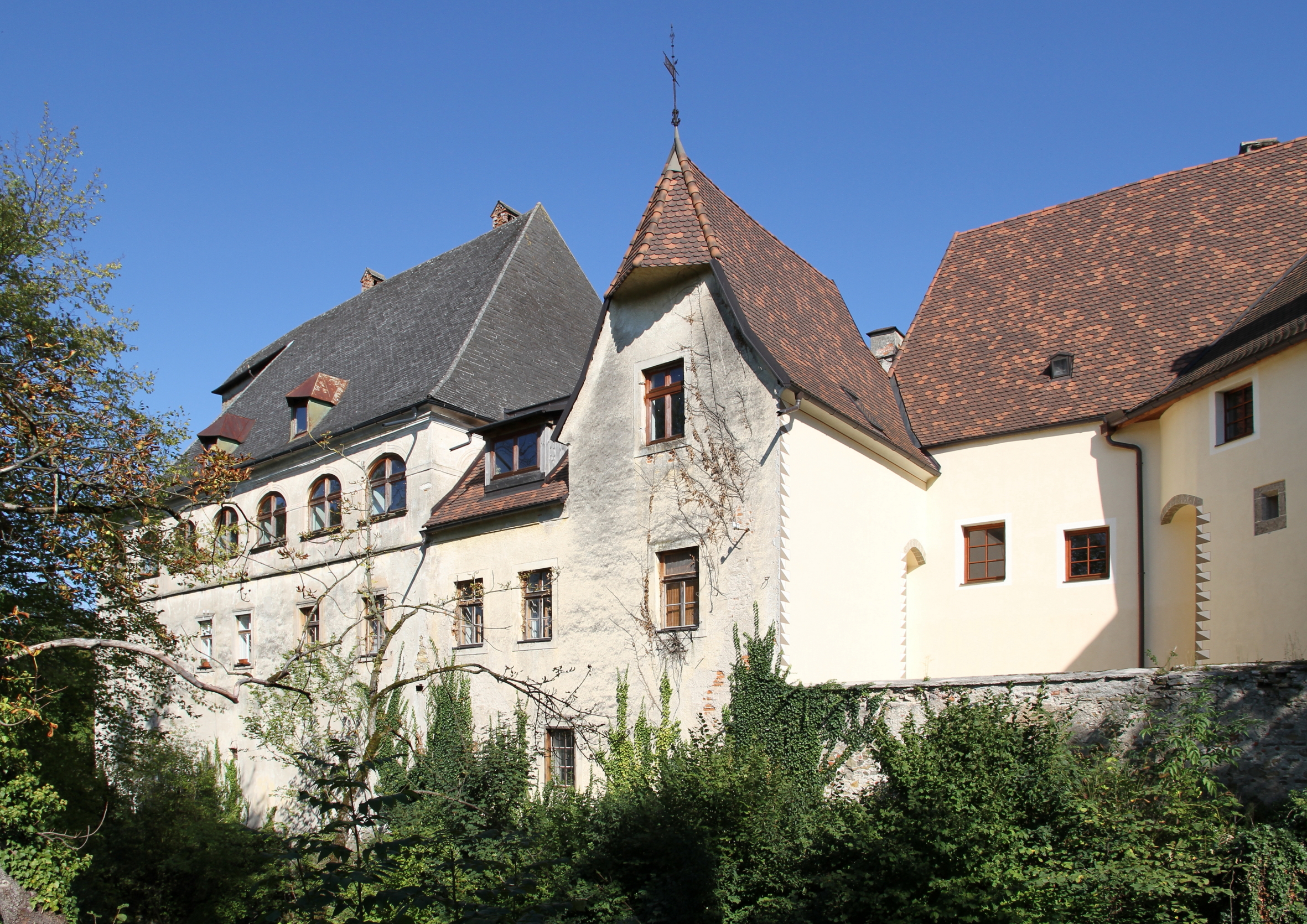
Schloss Purgstall (Wohntrakt)

Purgstall erhält 1400 einen Freiheitsbrief. Im Ort wird 1410 ein Landgericht eingerichtet. Die Pfarrkirche wird 1430 erbaut. Der Markt wird 1448 in die Widmung aufgenommen. Das Schloss wird 1540 erweitert und 1568 in Alt- und Neuschloss geteilt. Die lutherische Bewegung fasst 1550 in Purgstall Wurzel. Die Gemeinde erhält 1603 ein eigenes Wappen und kann sich 1683 gegen die Türken verteidigen.
Die Privilegien der Widmung enden 1773. Das Ende der Marktgerichtsbarkeit folgt 1787. Purgstall wird dreimal von den Franzosen eingenommen. Dies geschieht in den Jahren 1800, 1805 und 1809. Die Markttore werden 1850 abgebrochen. Im gleichen Jahr wird die Gemeinde Postort. Eine Eisenbahnstation wird 1877 eingerichtet. Der Anschluss an das Telegrafennetz erfolgt 1893, an das Elektrizitätswerk 1899 und an das Telefonnetz 1902. 1910 wird die südliche Ringmauer abgerissen und der Befestigungsgraben zugeschüttet.
Von 1915 bis 1918 befand sich in Purgstall ein Kriegsgefangenenlager. Auf einer Fläche von 50 Hektar bestanden Unterkünfte für 24.500 Gefangene.
Zumindest 15 Mitglieder der der IKG Ybbs/Amstetten aus Purgstall fielen der Shoah zum Opfer.

### Einwohnerentwicklung
Purgstall ist die bevölkerungsreichste Gemeinde im Bezirk Scheibbs.
| Purgstall an der Erlauf: Einwohnerzahlen von 1869 bis 2024 | Purgstall an der Erlauf: Einwohnerzahlen von 1869 bis 2024 | Purgstall an der Erlauf: Einwohnerzahlen von 1869 bis 2024 | Purgstall an der Erlauf: Einwohnerzahlen von 1869 bis 2024 | Purgstall an der Erlauf: Einwohnerzahlen von 1869 bis 2024 |
| ---------------------------------------------------------- | ---------------------------------------------------------- | ---------------------------------------------------------- | ---------------------------------------------------------- | ---------------------------------------------------------- |
| Jahr                                                       |                                                            |                                                            |                                                            | Einwohner                                                  |
| 1869                                                       | 1869                                                       |                                                            | 2.911                                                      | 2.911                                                      |
| 1880                                                       | 1880                                                       |                                                            | 2.934                                                      | 2.934                                                      |
| 1890                                                       | 1890                                                       |                                                            | 3.004                                                      | 3.004                                                      |
| 1900                                                       | 1900                                                       |                                                            | 3.294                                                      | 3.294                                                      |
| 1910                                                       | 1910                                                       |                                                            | 3.499                                                      | 3.499                                                      |
| 1923                                                       | 1923                                                       |                                                            | 3.463                                                      | 3.463                                                      |
| 1934                                                       | 1934                                                       |                                                            | 3.576                                                      | 3.576                                                      |
| 1939                                                       | 1939                                                       |                                                            | 3.567                                                      | 3.567                                                      |
| 1951                                                       | 1951                                                       |                                                            | 3.831                                                      | 3.831                                                      |
| 1961                                                       | 1961                                                       |                                                            | 4.186                                                      | 4.186                                                      |
| 1971                                                       | 1971                                                       |                                                            | 4.854                                                      | 4.854                                                      |
| 1981                                                       | 1981                                                       |                                                            | 5.231                                                      | 5.231                                                      |
| 1991                                                       | 1991                                                       |                                                            | 5.196                                                      | 5.196                                                      |
| 2001                                                       | 2001                                                       |                                                            | 5.211                                                      | 5.211                                                      |
| 2011                                                       | 2011                                                       |                                                            | 5.354                                                      | 5.354                                                      |
| 2021                                                       | 2021                                                       |                                                            | 5.363                                                      | 5.363                                                      |
| 2024                                                       | 2024                                                       |                                                            | 5.360                                                      | 5.360                                                      |
| Quelle(n): Statistik Austria, Gebietsstand 1.1.2021        |                                                            |                                                            |                                                            |                                                            |

## Kultur und Sehenswürdigkeiten

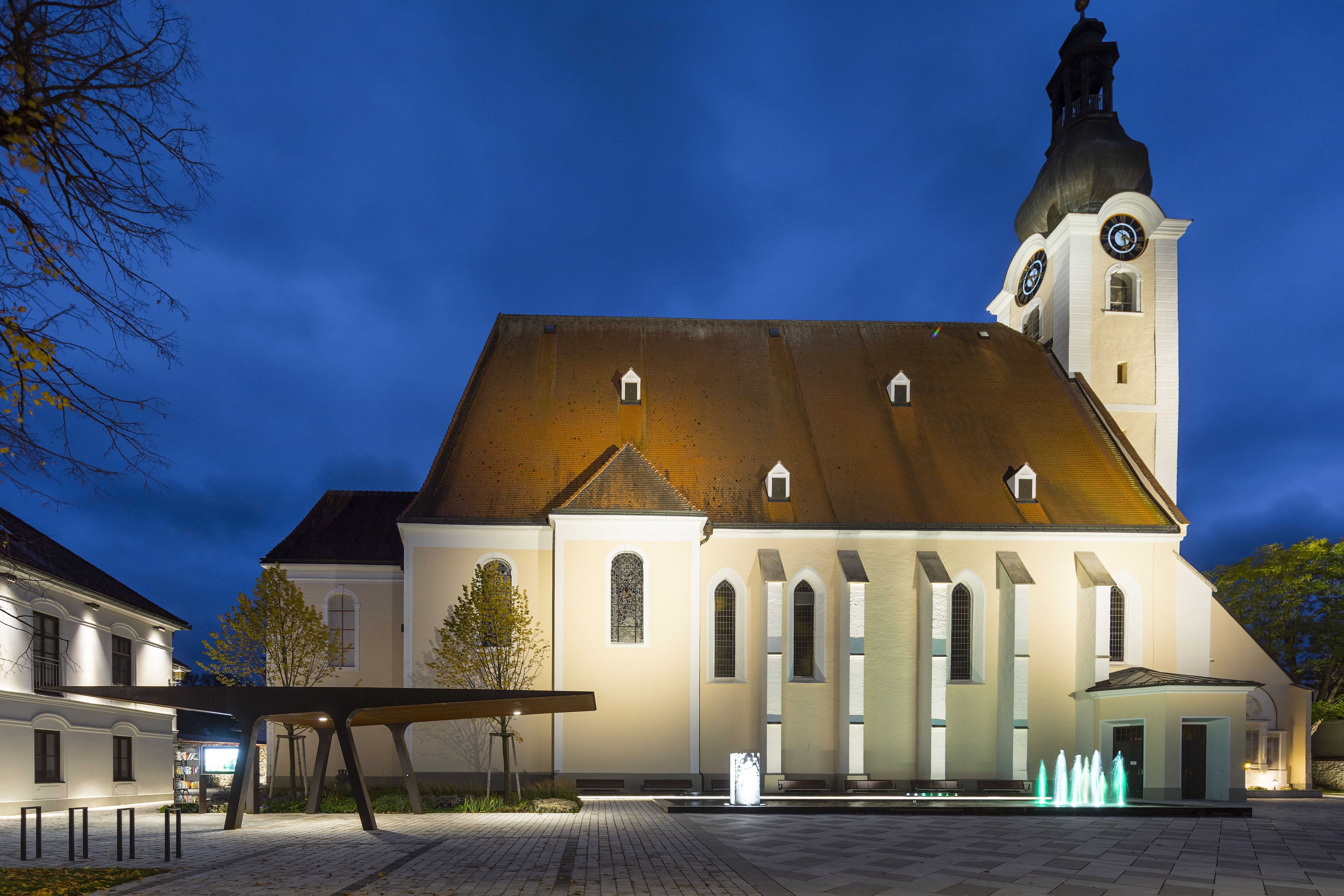
Pfarrkirche Purgstall

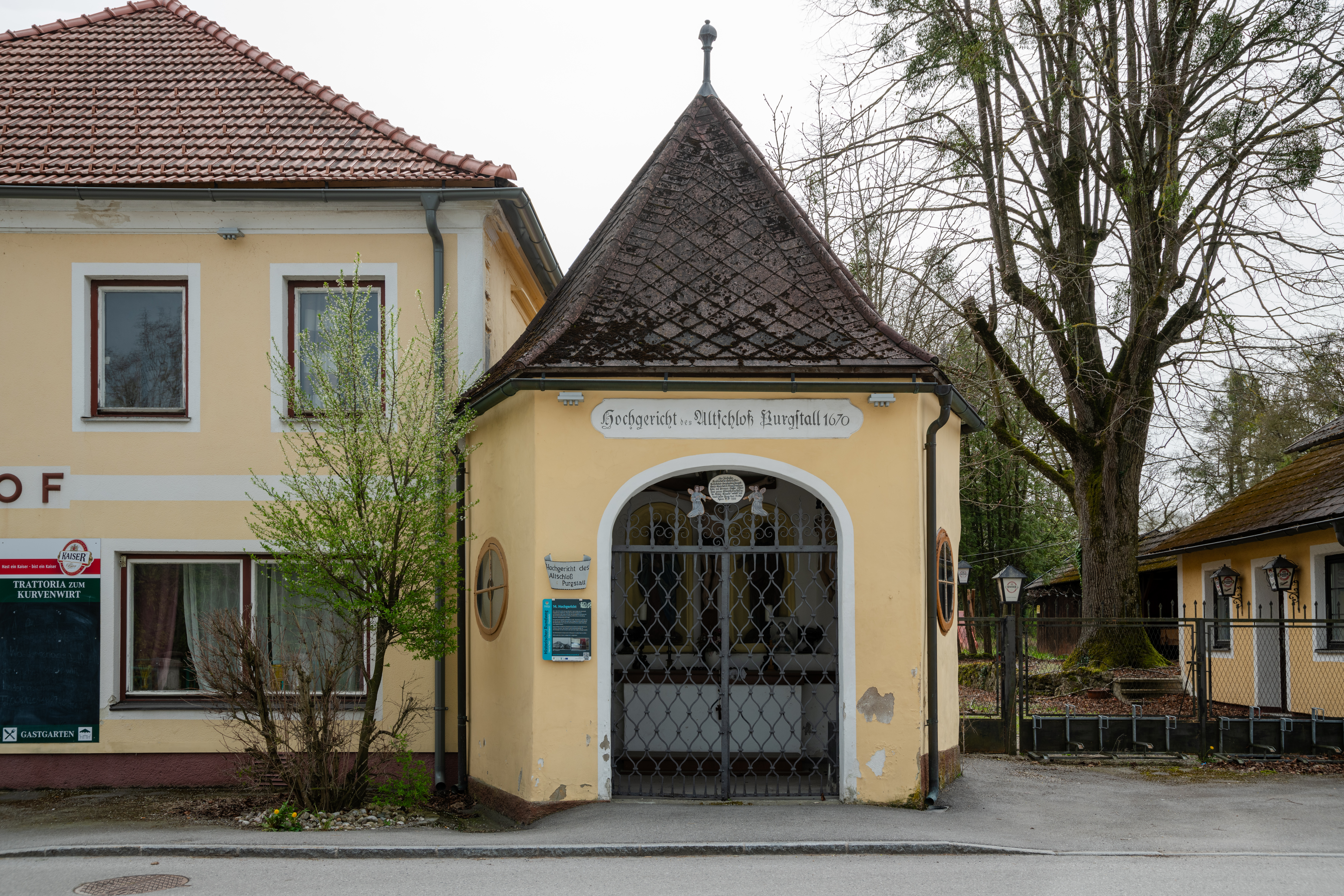
Kapelle des Hochgerichtes

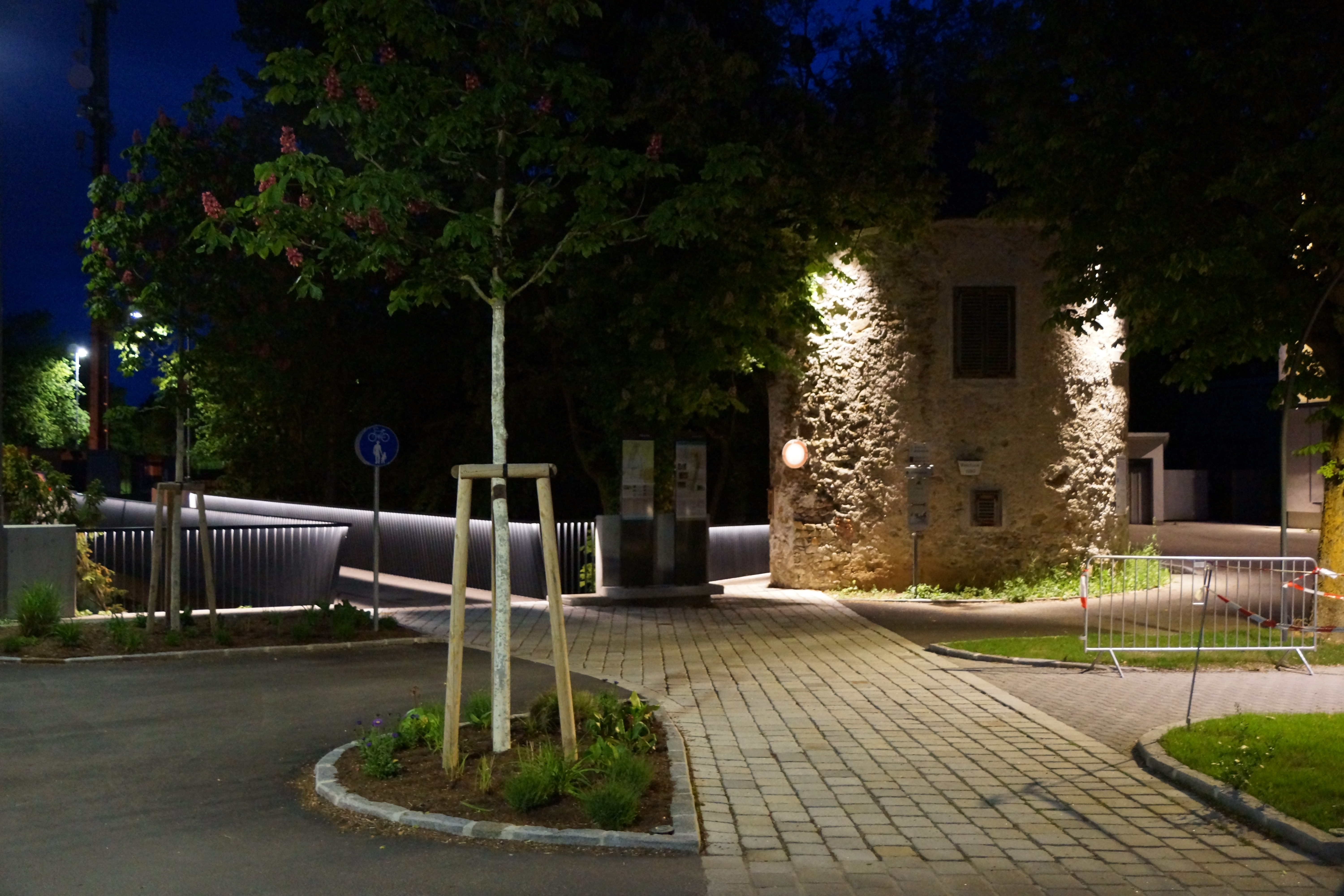
Wehrturm, erbaut 1380

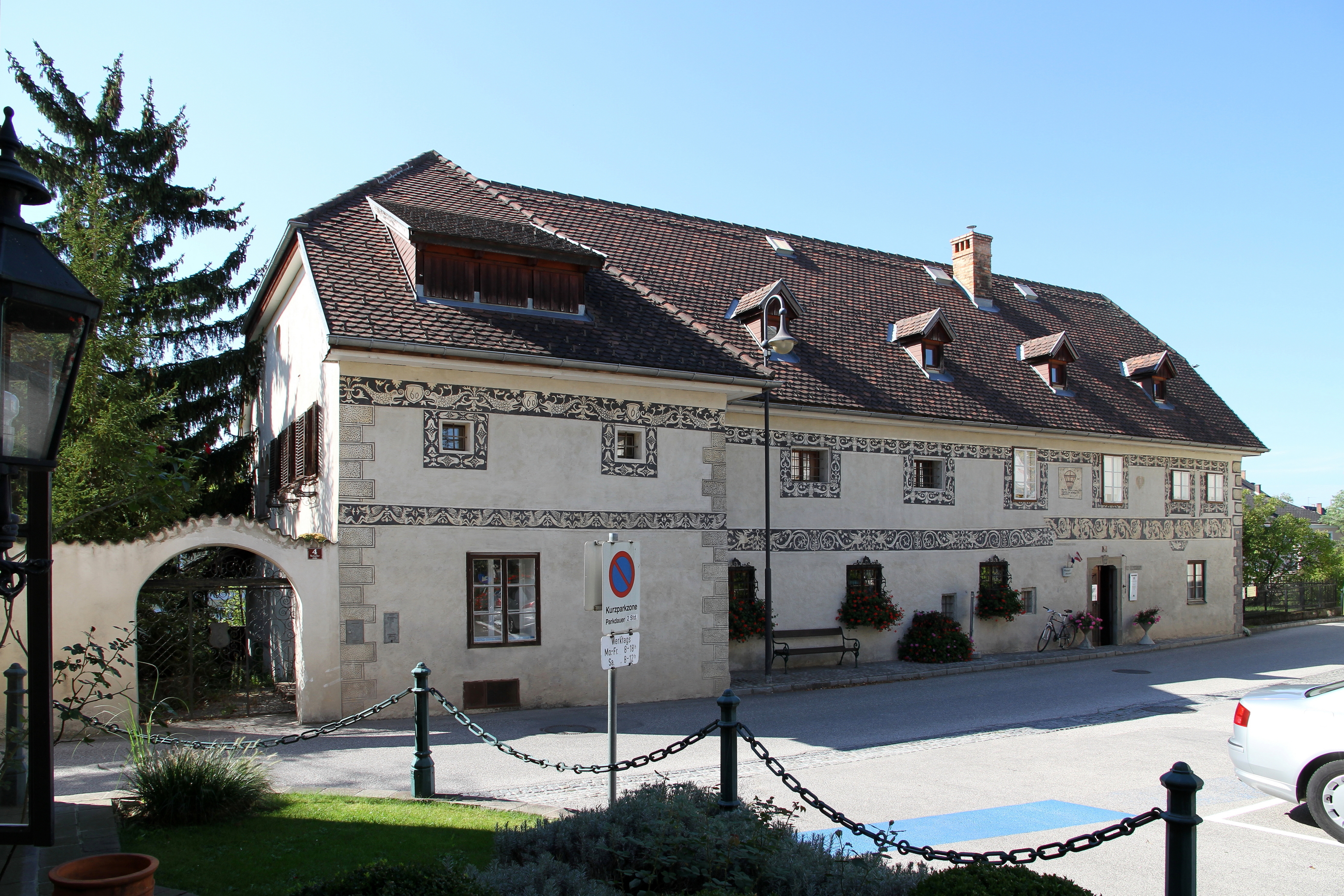
Museum im Ledererhaus

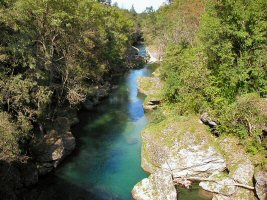
Erlaufschlucht

- Katholische Pfarrkirche Purgstall hl. Petrus: Der erste Bau wurde im 14. Jahrhundert errichtet, davon sind heute noch der untere Teil des Turmes und das jetzige nördliche Seitenportal erhalten. Am Anfang des 15. Jahrhunderts wurde  die heute noch bestehende dreischiffige spätgotische Hallenkirche erbaut. Der Chorschluss dieser spätgotischen Kirche und die arkadenartigen Emporen wurden in den Jahren 1712–1719 neu errichtet. Aus dem Jahre 1711 liegt eine Rechnung für Kirchenrisse vor, die Jakob Prandtauer nach Purgstall liefern ließ. Es darf daher angenommen werden, dass der bekannte Baumeister des Barock an der Kirche mitgeplant hat. 1871, 1980, 1985 und zuletzt 1996 erfolgten Renovierungsarbeiten. Das Innere der Kirche ist im Wesentlichen ein dreischiffiger Raum aus der Spätgotik, dessen Decke von einem Netzrippengewölbe gebildet ist. Die Ausstattung stammt im Unterschied zum spätgotischen Raum aus der Barockzeit.[5]
- Katholische Filialkirche Feichsen hl. Nikolaus: Ein spätromanischer Kirchenbau um 1220/1260.
- Das Hochgericht am unteren Ende des Marktes, neben dem Gasthof Steinmetz, außerhalb des nicht mehr bestehenden Markttores steht eine Kapelle, das so genannte Marterkreuz. In unmittelbarer Nähe, etwa in dem Dreieck, das die Pöchlarner- und die Bahnhofstraße bilden, befand sich bis ca. 1700 die Hinrichtungsstätte des Landgerichtes Altschloss Purgstall. Eine Tafel in der Kapelle nennt uns den Erbauer: „Zur schuldigen Dankbarkeit der allerheiligsten Dreifaltigkeit und übergebenedeiten Himmelskönigin Maria habe ich Johann Franz Lang Eisen- und Provianthändler allhier samt meiner Ehewirtin Eva Rosina die „Kreuz Kapelle“ verlobt und bauen lassen 1695 12. Juli“. Franz Lang war auch Marktrichter (das entspricht in etwa einem Bürgermeister), die Kapelle steht am Ende seines ehemaligen Gartens.
- Der Wehrturm: Um 1380 erwirkten die Walseer von Landesherrn Albrecht III die Erlaubnis, den Markt von Purgstall mit einer Ringmauer umgeben zu dürfen. Um 1850 wurde der erste der 5 Türme bei Abriss der Markttore demoliert. Der letzte verbliebene Wehrturm steht heute beim „Feichsengassl“. Dieser Wehrturm und die Wehrmauer in diesem „Gassl“ neben der Feichsen stehen unter Denkmalschutz. Der Turm wurde mittlerweile renoviert und wird für Veranstaltungen verwendet.
- Das Museum im Ledererhaus befindet sich in einem reich mit Sgraffito geschmückten Haus im Ortszentrum. Vom frühen 17. Jahrhundert an wurde in dem an der Erlauf gelegenen Gebäude das Gerberhandwerk ausgeübt. Dementsprechend bildet die Lederherstellung einen Schwerpunkt der Ausstellung. Ergänzt wurde das Thema mit Objekten aus der Ortsgeschichte. Purgstall lag an der „Dreimärktestraße“, an der Eisen- und Provianthandel mit der Steiermark betrieben wurde. Erwähnenswert sind auch die ausgestellten auf Holz gemalten Schützenscheiben, die zum Teil aus dem 17. Jahrhundert stammen. Ebenfalls ausgestellt sind Fundstücke aus einem slawischen oder awarischen Gräberfeld aus der Karolingerzeit, das erst 1997 entdeckt wurde.[6] Auch der Garten ist Teil des Museums. Das Museum ist in der Mariazellerstraße Nummer 2.
- Das Erlauftaler Feuerwehrmuseum im Feuerwehrhaus in der Pöchlarner Straße 56 zeigt die geschichtliche Entwicklung des Feuerwehrwesens in Niederösterreich. Neben einer umfassenden Ausstellung historischer Feuerwehrgeräte werden jeden ersten Samstag im Monat Feuerwehr-Oldtimerfahrten angeboten. Für Kinder steht eine alte Karrenspritze bereit, mit der sie einen „Löschangriff“ durchführen dürfen.
- Das Naturdenkmal Erlaufschlucht ist ein wesentliches Element der Landschaft Purgstalls. Der Fluss hat sich im Laufe der Jahrtausende tief in dem seit den Eiszeiten aufgelandeten Schotter eingegraben, der zum Teil bereits zu Konglomeratfelsen verbacken ist. Die Erlaufschlucht gilt seit 1972 aufgrund der einmaligen landschaftlichen Eigenheiten als Naturdenkmal.
- Im ehemaligen Kriegsgefangenenlager Purgstall von 1915 bis 1918 wurden Personen der damaligen „Feindstaaten“ unter Bewachung gehalten. Unter dem Bewachungspersonal befand sich kurze Zeit auch der Maler Egon Schiele, der einige bekannte Werke im Erlauftal schuf. In den 1920er-Jahren entstand auf dem Gelände der Lagergebäude die Sommerfrischen-Siedlung „Schauboden-Föhrenhain“.[7] Ein dortiges Zweifamilienhaus in der Dr. Karl-Heinrich-Brunner-Straße Nr. 5–6 trägt ein Schopfwalmdach mit Schleppgaupen, in der Mitte eine pfeilergestützte Giebellaube und hat Seitenfronten mit Polygonalerkern.[8] Der Architekt Karl Heinrich Brunner war maßgeblich an der Gestaltung der Siedlung Föhrenhain beteiligt.
- Das Bücherdorf Purgstall entstand im Jahre 2000 nach dem Vorbild des Bücherdorfes in Hay-on-Wye. Die Idee des Bücherdorfes ist es, antiquarische Bücher zu sammeln und zu verkaufen und mit den Buchläden das Ortszentrum zu beleben. In Purgstall werden derzeit drei Buchläden betrieben, deren Bestände zum Teil in einer Datenbank erfasst wurden und den Interessierten über das Internet zugänglich sind.
- Im Ortsteil Schauboden wurde dazu der „Weg des Friedens“ eingerichtet: Hinweistafeln geben Auskünfte zum Thema Kriegsgefangenenlager, außerdem gibt es eine Dauerausstellung zu diesem Thema. Der Rundweg beginnt beim Gasthaus Schager in Schauboden und führt auch am ehemaligen Lagerfriedhof vorbei.[9]

### Sport
- Purgstall ist einer von nur vier Orten in Niederösterreich mit einem Bowlingcenter.

## Wirtschaft und Infrastruktur

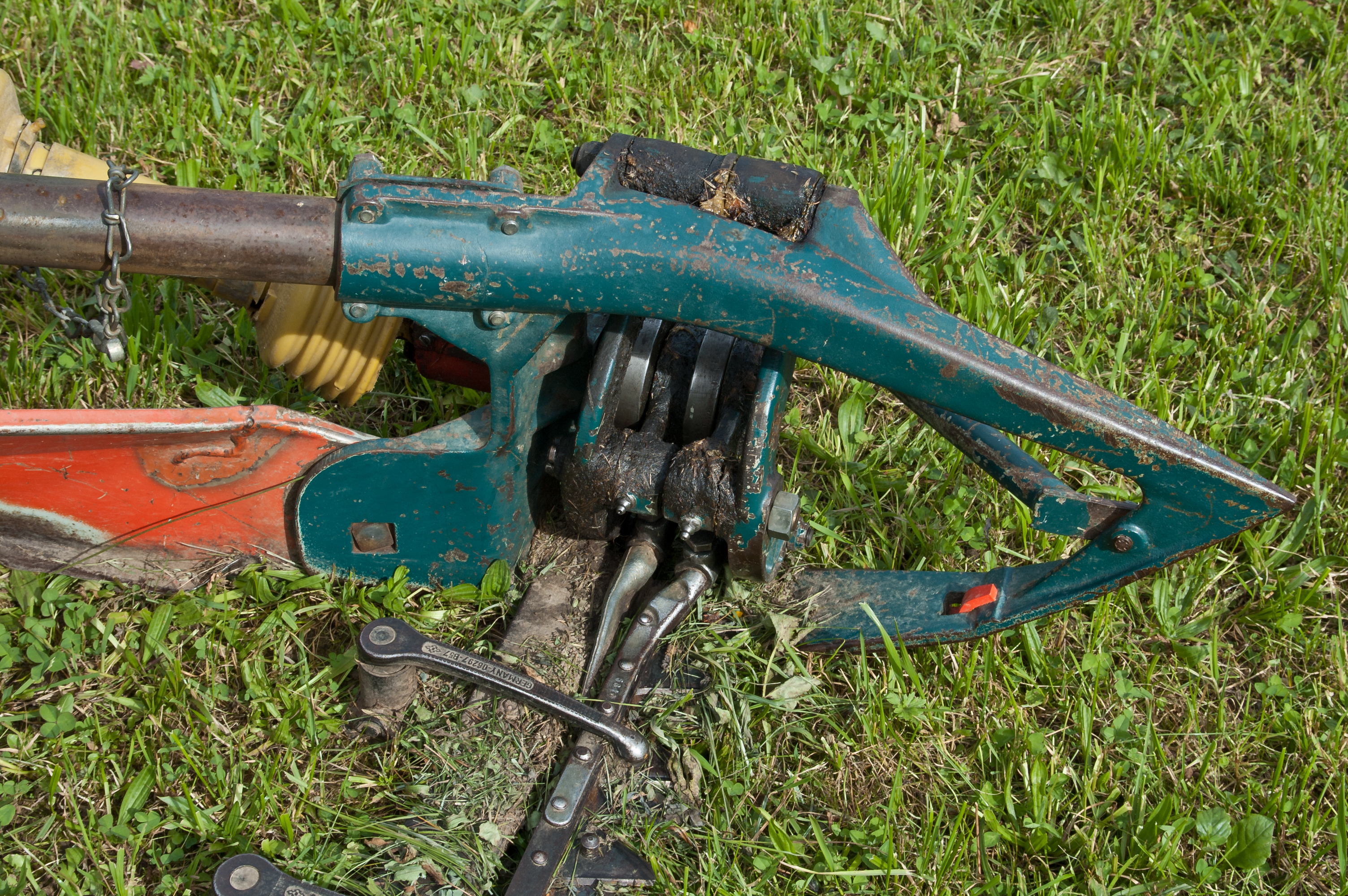
Busatis-Doppelmessermähbalken

Im Jahr 2001 gab es 222 nichtlandwirtschaftliche Arbeitsstätten, 248 land- und forstwirtschaftliche Betriebe nach der Erhebung 1999. Die Zahl der Erwerbstätigen am Wohnort betrug 2.405 nach der Volkszählung 2001. Die Erwerbsquote lag 2001 bei 46,88 Prozent.
Wichtigste Arbeitgeber in Purgstall sind Busatis und hauptsächlich Gewerbebetriebe.
Lebensmittel gibt es bei Billa, Spar, Penny-Markt und Hofer KG.

### Verkehr

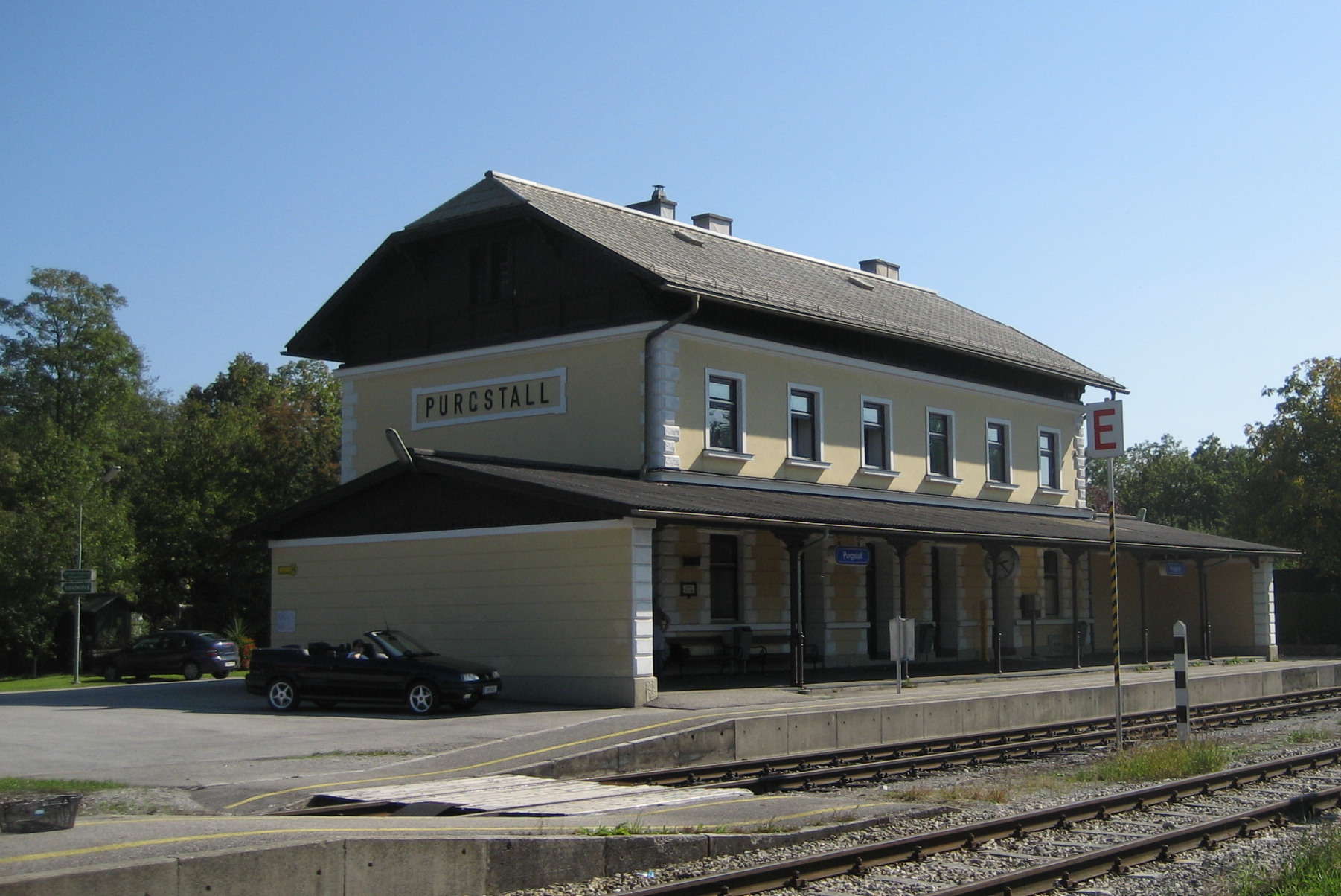
Bahnhof Purgstall

Purgstall hat einen Bahnhof an der Bahnstrecke Pöchlarn–Scheibbs.

### Öffentliche Einrichtungen
In der Gemeinde gibt es drei Kindergärten, eine Volksschule und eine Mittelschule.

## Politik

### Gemeinderat
Der Gemeinderat hat 29 Mitglieder.
- Mit den Gemeinderatswahlen in Niederösterreich 2020 hatte der Gemeinderat folgende Verteilung: 19 ÖVP, 4 SPÖ, 3 FPÖ und 3 Grüne.[12]
- Mit den Gemeinderatswahlen in Niederösterreich 2025 hat der Gemeinderat folgende Verteilung: 18 ÖVP, 7 FPÖ, 3 SPÖ und 1 Grüne.[13]

### Bürgermeister
- 1929–1938 Franz Zehetgruber
- 1938–1940 Josef Fabris
- 1940–1945 Ignaz Luksch
- 1945–1957 Franz Zehetgruber
- 1957–1975 Heinrich Schläger
- 1976–1985 Edgar Schober
- 1985–1997 Ignaz Bruckner
- 1997–2009 Franz Ressl (ÖVP)
- 2009–2014 Marianne Fallmann (ÖVP)
- 2014–2018 Christoph Trampler (ÖVP)
- seit 2019 Harald Riemer (ÖVP)

### Wappen
Das Recht, ein Wappen zu führen, hat der Markt seit 21. August 1603. Verliehen wurde es von Kaiser Rudolf II. aufgrund der Fürsprache des Herrschaftsbesitzers in Purgstall Freiherr Weikard von Auersperg. Begründet wurde dies mit den Verdiensten Purgstalls um den Provianthandel mit Eisenerz und seinem Wohlverhalten beim Bauernaufstand 1597.
Die Beschreibung des Wappens im Wappenbrief lautet:

„Eine braune, nagelfarb rundierte Feldung, in welcher ein ganz für sich aufgezogener Engel mit offenen, Weiß- oder Silber- und braunfarb schattierten Flügeln, auf dem Haupt ein lang, goldfarb fliegendes Haar mit einem blau und lazurfarb zu sich gegürteten ausgeschnittenen Rock gekleidet, der weiß oder silberfarb schattiert, um den Hals oder die Brust ein kreideweiß gelb oder goldfarb Stola habend, mit beiden Händen vor ihm einen rothen oder rubinfarbenen Schild haltend, in welchem ein auf einem unten grün dreipüchelten berg oder Grund von Quaderstuck erbaut rundierter Turm, oder offene Porten erscheint, unter welcher ein halb anugezogener gelb oder goldfarb Schloßfallgatter in der Länge mit dreien mit weißen Spitzen, zwerchs aber zweien Sprossen oder Balken, halb aufgezogen, oben an jeder der Seiten des Turms ein Rundell darauf ein weiß- oder silberfarbenes Fähnlein inmitten ober des Hauptturms anstatt eines Knopfes oder Fähnlein ein  halber mit der Sehne über sich, gelb oder goldfarbener Stahl stehent, wie auch nur solch beschriebene Wappen oder Markt-Sigill ein Zirkel rund geführt mit Silber gezierter Rosmarin-Kranz, aus seinen vier mittleren Orten Rosen daran, obern und untern roth oder rubin, beiden mittlere blau oder lazurfarb sind, die dann jeder derselben Mit aufwärts fliegenden rothen Enden geziert in solchem Kranz sich sehen lassen.“

### Gemeindepartnerschaften
- Machern in Deutschland, Freistaat Sachsen (seit 2016)[15]

## Persönlichkeiten

### Ehrenbürger der Gemeinde
- Edgar Schober (1926–2016), Bürgermeister von Purgstall an der Erlauf 1976–1985[16]
- Ignaz Bruckner (1938–2022), Bürgermeister von Purgstall an der Erlauf 1985–1997

### Söhne und Töchter der Gemeinde
- Dominik Peckenstorfer (1705–1786), Abt des Zisterzienserstiftes Lilienfeld
- Emmo Langer (1891–1949), österreichischer Politiker (NSDAP), Abgeordneter zum niederösterreichischen Landtag, Kreisleiter für das Viertel ober dem Wienerwald ab 1930, 24. Bürgermeister von St. Pölten (1938–1945)
- Franz Schrittwieser (1940–2017), Bischofsvikar und Herausgeber der Niederösterreichischen Nachrichten
- Hans Raimund (* 1945), Schriftsteller und Übersetzer
- Bernhard Tragut (* 1957), Musiker, Maler und Bildhauer
- Anton Erber (* 1968), Politiker (ÖVP)
- Philipp Plank (* 1995), Fußballspieler
- Daniel Scharner (* 1997), Fußballspieler

### Mit der Gemeinde verbundene Persönlichkeiten
- Ignaz Bruckner (1938–2022), Bürgermeister
- Dominik Distelberger (* 1990), Leichtathlet
- Robert Kabas (* 1952), bildender Künstler
- Paul Scharner (* 1980), Fußballspieler
- Eduard Walcher (1899–1977), Schriftsteller, Lehrer, Schulleiter und Sprachforscher; lebte hier nach seiner Pensionierung bis zu seinem Tod
- Franz Zehetgruber (1882–1970), Bürgermeister